# زابيير زانديو
زابيير زانديو (بالإسبانية: Xabier Zandio)‏ (و. 1977  م) هو راكب دراجة هوائية، من إسبانيا، ولد في بنبلونة، شارك في طواف إسبانيا، وسباق طواف فرنسا 2011، وسباق طواف فرنسا 2014، وطواف فرنسا، وطواف إسبانيا 2013.

## سباقات أو مراحل فاز بها
| التاريخ        | السباق                     | المركز                      |
| -------------- | -------------------------- | --------------------------- |
| 07 أبريل 2001  | جائزة ميغيل إندوراين 2001  | المرتبة 14 في التصنيف العام |
| 09 أبريل 2004  | طواف إقليم الباسك 2004     | السادس في تصنيف الجبال      |
| 21 أغسطس 2005  | 2005 Clásica a los Puertos | الفائز في التصنيف العام     |
| 17 سبتمبر 2006 | طواف إسبانيا 2006          | المرتبة 22 في التصنيف العام |
| 01 يناير 2008  | طواف برغش 2008             | الفائز في التصنيف العام     |

## روابط خارجية
- زابيير زانديو على موقع الاتحاد الدولي للدراجات (الإنجليزية)
- زابيير زانديو على موقع أرشيف الدراجات (الإنجليزية)
- زابيير زانديو على موقع إحصائيات الدراجات الإحترافية (الإنجليزية)
- زابيير زانديو على موقع نسبة الدراجات (الإنجليزية)
- زابيير زانديو على موقع CycleBase (الإنجليزية)